# Sfinks (wytwórnia filmowa)
Sfinks (Warszawskie Towarzystwo Udziałowe Sfinks) – polska wytwórnia filmowa założona przez Aleksandra Hertza. W latach 1911–1936 wyprodukowano w niej kilkadziesiąt filmów.
W 1909 roku Aleksander Hertz wraz z Alfredem Silberlastem (Alfred Niemirski), Józefem Koernerem i Markiem Zukerem założył Warszawskie Towarzystwo Udziałowe Sfinks. Było ono przedstawicielstwem francuskiej wytwórni filmowej Société Pathé Frères. W tym samym roku otworzył w Warszawie kino pod nazwą „Sfinks” przy ulicy Marszałkowskiej 116. W listopadzie 1909 roku Jan Skarbek-Malczewski sfilmował dla „Sfinksa” w Warszawie lot aeroplanu.
W roku 1911 Aleksander Hertz uruchomił wytwórnię filmową pod tą samą nazwą. Pierwszym filmem fabularnym zrealizowanym przez wytwórnię Hertza był „Meir Ezofowicz” według powieści Elizy Orzeszkowej.
W 1915 roku Sfinks połączył się z inną dużą wytwórnią, Kosmofilmem Henryka Finkelsteina i Samuela Ginzburga.
Wkroczenie Niemców do Warszawy w połowie 1915 roku, odcięło wytwórnię od rynku rosyjskiego. Dostosowując się do sytuacji Sfinks zaczął produkować filmy wspierające niemiecką propagandę antyrosyjską, co pozwoliło jej później wkroczyć na rynek niemiecki, rozpowszechniając tam swoje filmy jako Sphinx AG i zawierając kolejny korzystny układ handlowy : z wytwórnią UFA.
Sfinks był jedyną polską wytwórnią, która przetrwała pierwszą wojnę światową, aż do wybuchu drugiej.
Po śmierci Aleksandra Hertza w roku 1928 zmarłego przedwcześnie na gruźlicę w wieku 49 lat, kierownictwo wytwórni objęli Henryk Finkelstein i brat Aleksandra, Michał Hertz.
W roku 1914 w filmie Niewolnica zmysłów zadebiutowała 18-letnia Apolonia Chałupiec, która zasłynęła później pod pseudonimem Poli Negri.

## Wybrana filmografia
- Meir Ezofowicz (1911) reż. Józef Ostoja-Sulnicki
- Przesądy (1912) reż. Józef Ostoja-Sulnicki
- Wykolejeni (1913) reż. Kazimierz Kamiński
- Niewolnica zmysłów (1914) reż. Jan Pawłowski
- Żona (1915) reż. Jan Pawłowski
- Ochrana warszawska i jej tajemnice (1916)
- Carat i jego sługi (1917)
- Bestia (1917) reż. Aleksander Hertz
- Książę Józef Poniatowski (1918) reż. Aleksander Hertz
- Tajemnica przystanku tramwajowego (1922) reż. Jan Kucharski
- Niewolnica miłości (1923)
- O czym się nie mówi (1924) reż. Edward Puchalski
- Iwonka (1925) reż. Emil Chaberski
- Trędowata (1926) reż. Edward Puchalski
- O czym się nie myśli (1926) reż. Edward Puchalski
- Uśmiech losu (1927) reż. Ryszard Ordyński
- Ziemia obiecana (1927) reż. Aleksander Hertz, Zbigniew Gniazdowski
- Dzieje grzechu (1933) reż. Henryk Szaro
- Trędowata (1936) reż. Juliusz Gardan
- Piętro wyżej (1937) reż. Leon Trystan
- Ordynat Michorowski (1937)
- Żona i nie żona (1939) reż. Stefan Kiedrzyński